# Festival panafricain du cinéma et de la télévision de Ouagadougou 2017
Le FESPACO 2017 est la 25e édition du Festival panafricain du cinéma et de la télévision de Ouagadougou. Il se déroule du 25 février au 4 mars 2017 à Ouagadougou. Le thème de cette édition est « Formation et métiers du cinéma et de l’audiovisuel » et la Côte d'Ivoire est le pays invité d'honneur. Le film Félicité d'Alain Gomis décroche l'Étalon de Yennenga.

## Palmarès

### Longs métrages
- Étalon d'Or de Yennenga : Félicité d'Alain Gomis
- Étalon d'Argent de Yennenga : L'Orage africain : Un continent sous influence de Sylvestre Amoussou
- Étalon de Bronze de Yennenga : Un mile dans mes chaussures de Said Khallaf

### Courts métrages et films des écoles
- Poulain d'or de Yennenga : Hymenée de Violaine Myriam Blanche Bellet, (Maroc)[3]
- Poulain d'argent : The Bicycle man de Twiggy Matiwana, (Afrique du Sud)
- Poulain de bronze : Khalina hakka khir (On est bien comme ça) de Mehdi Barsaoui, (Tunisie)